# しまの会社
株式会社しまの会社とは、愛媛県越智郡上島町にある地元商品などを販売している会社。

## 概要
「島民の、島民による、島民のための会社」を合言葉に上島町の住民約60人の出資によって設立。
産業、福祉、教育、環境など地域にかかわる様々な問題を、行政依存や消費サービス依存から脱却して、地域住民の手によってもう一度自立運営していこうというもので、地域住民の協働による持続可能な社会モデル構築のアクションである。
島が自立すればよいということではなく、高齢化や産業空洞化の進んだ島が自立することで、地域自立に向けた地域の協働の動きが全国に広まることを目指しており、「島国の中の島国上島町から、島国日本を変える！」を社是としている。
関連プロジェクトに、しまの大学、弓削の荘、おいでんさいグループなど。